# Розала Италианска
Розала Италианска или по-късно Сузана (Rozela, Rozala, Susanne; * ок. 945, † 26 януари 1003) е кралица на Франция от 988 до 992 г. от Иврейската династия.

## Биография
Тя е третата дъщеря на Беренгар II, крал на Италия, и на Вила Тосканска.
Около 968 г. Розала се омъжва за Арнулф II (* 961/962, † 30 март 987), граф на Фландрия от 965. Те имат две деца. Арнулф II умира от треска.
На 1 април 988 г. се омъжва за втори път за Роберт II Благочестиви (* 17 март 972, † 20 юли 1031), крал на Франция от 996 г. Тя донася зестра крепостта Монтрьой, сменя малкото си име на Сузана. Двамата нямат деца и се развеждат през 992 г. Тя отива обратно във Фландрия; получава зестрата си обратно и е погребана в Гент.

## Деца
От брака си с Арнулф II има две деца:
- Матилда († пр. 995)
- Балдуин IV (* около 980, † 1035), граф на Фландрия